# 婆闰
婆闰（7世纪—661年），是唐朝初期的回纥首领，药罗葛氏，吐迷度的儿子。
648年，吐迷度的侄子乌纥与吐迷度之妻通奸，叛归车鼻可汗，乌纥与车鼻可汗袭杀吐迷度。唐太宗派燕然都护李素立、燕然副都护元礼臣诱杀乌纥，再遣兵部尚书崔敦礼抚慰回纥，追赠左卫大将军，擢婆闰为左骁卫大将军，再拜大俟利发，袭封瀚海都督，辖回纥诸部。婆闰为瀚海都督期间，忠于唐朝，651年，率五万骑帮助唐大将军梁建方、契苾何力、任雅相讨伐西突厥阿史那贺鲁，助唐收复北庭。655年，随萧嗣业从讨高句丽有功。657年，拜伊丽道行军副总管，与萧嗣业领兵追擒阿史那贺鲁，送洛阳，因功擢右卫大将军兼瀚海都督。661年，婆闰死，子比栗嗣位。